# Paradise Cay
Paradise Cay – miasto w Stanach Zjednoczonych, w stanie Kalifornia, w hrabstwie Marin.